# 徐成
徐 成（じょ せい、? - 392年）は、五胡十六国時代前秦の軍人。兄は前秦の建武将軍・冀州刺史徐盛。甥は前秦の鎮軍将軍・雍州刺史徐嵩。前秦の興隆に貢献したが、最期は後秦の姚興によって殺された。

## 生涯
前秦に仕え、将軍に任じられていた。
370年10月、苻堅が前燕征伐を大々的に敢行すると、徐成もまたこれに従軍した。
討伐軍の総大将王猛は潞川にまで進軍すると、徐成を敵軍の偵察に派遣した。だが、徐成は期日に戻らなかったため、王猛は規則に則ってこれを斬ろうとした。 建武将軍鄧羌は「今、賊は多数で我が軍は少なく、それに徐成は大将であります。どうかお許しくださいますよう」と、徐成の助命を乞うた。 王猛は「ここで徐成を処断しなければ軍法が成立しない」とそれを拒否した。なおも鄧羌は「徐成は私と同郡の出身であります。確かに期日に遅れたことは斬罪に値します。ですが、願わくばともに戦功によって償いたいと思います」と食い下がった。だが、王猛はこれを許さなかったため、鄧羌は怒って陣営に帰り、兵をもって王猛の陣を攻めようとした。王猛がその理由を問うと「詔を受けて遠路はるばる賊を撃ちに来て、今近くに賊がいるのに身内で互いに殺し合おうとしております。このため先にその害を除こうとしているのです」と言った。 王猛は鄧羌の義侠に感じ入ったうえ、その智勇を惜しんでいたため、「将軍はもうやめるように。我も今回に限り徐成を許そう」と言った。鄧羌が王猛に謝罪すると、王猛がその手をとり「我は将軍を試しただけである。将軍は同郡の将に対してもそのような態度をとっているからには、国家への忠誠はいうまでもないだろう。賊のことを憂う必要は無くなったな」と言った。これにより、徐成は罪を免じられた。
その後、王猛が渭原において前燕の総大将慕容評率いる40万の大軍と対峙すると、徐成は鄧羌・張蚝らと共に慕容評の陣営へ突撃し、敵陣を蹂躙して数えきれない程の将兵を殺傷した。日中には慕容評軍は潰滅し、捕虜や戦死した兵はゆうに5万を超えた。前秦軍はこの勝利に乗じてさらに追撃を掛けると、捕虜や戦死者の数は10万に上った。
後に射声校尉に任じられた。
371年2月、并州刺史に任じられた。
3月、仇池で内乱が勃発すると、苻堅の命により、徐成は梁州刺史楊安・秦州牧苻雅・羽林左監朱肜・揚武将軍姚萇らと共に歩騎7万を率いて仇池へ侵攻した。
4月、前秦軍が鷲峡（現在の甘粛省隴南市西和県）まで進んだところで、楊纂が5万の兵でこれを阻んだ。東晋の梁州刺史楊亮も督護郭宝・卜靖に1千騎余を与えて仇池救援に向かわせた。両軍は峡中で激突したが、楊纂は大敗を喫して兵卒の3・4割が戦死した。さらに前秦軍は峡中において東晋軍を破り、郭宝・ト靖を戦死させた。これにより楊纂は敗残兵を纏めて撤退した。前秦軍は仇池まで侵攻すると、楊統は武都の衆ごと降伏し、楊纂もまた自らを縛って降伏した。
後に鷹揚将軍に任じられた。
373年9月、前禁将軍毛当と共に3万の兵を率いて剣門より梁州・益州へ進出した。また、益州刺史王統・秘書監朱肜が2万の兵を率いて漢川へ侵攻した。東晋の梁州刺史楊亮は巴獠1万余りを率いて青谷において迎え撃ったが、徐成らはこれを返り討ちにして西城まで後退させた。朱肜は漢中を攻略し、徐成もまた剣閣を攻略した。
11月、楊安・王統・朱肜らが梓潼、綿竹で東晋軍と交戦している間、徐成らは進撃を続けて成都を陥落させた。徐成らが成都を攻めたとの報を聞き、東晋の益州刺史周仲孫は南中に撤退した。毛当・陽安はさらに進軍を続けて益州・梁州を尽く平定した。
後に右将軍に任じられた。
384年6月、前秦から離反して後秦君主となり北地に割拠している姚萇の征伐に、苻堅は歩兵騎兵2万を率いて自ら乗り出し、趙氏塢まで進んだ。護軍将軍楊璧らは游騎3千を率いて退路を遮断すると共に、徐成は左軍将軍竇衝・鎮軍将軍毛盛らと共に後秦軍を攻め、これを幾度も撃破した。後秦軍の陣営には井戸が無かったので、前秦軍は安公谷を塞いで同官水に堰を造り、敵軍の運水路を遮断した。姚萇の軍は水不足に喘いだが、俄かに大雨が天より降り注いだことにより危機を脱し、姚萇は東へ退却した。
同月、姚萇は自ら7万の兵を率いて前秦を撃った。苻堅の命により、徐成は護軍将軍楊璧・鎮軍将軍毛盛・前軍将軍斉午ら数十人の将と共にこれを迎え撃ったが、敗北を喫して捕らえられた。だが、姚萇は彼らをみな礼遇すると、釈放してやった。
後に秦州刺史に任じられ、杏城を守った。
387年12月、後秦の左将軍姚方成は杏城へ侵攻すると、徐成はこれに敗れて捕らえられた。
392年3月、後秦皇帝姚萇は病床に伏せるようになると、皇太子姚興を呼び寄せたが、その際に征南将軍姚方成は徐成らを始めとした前秦からの亡命者の排除を進言した。姚興はこれに従って徐成・王統・王広・苻胤・毛盛を殺害した。

## 人物・逸話
徐成らの殺害を知った姚萇は「徐成らは秦朝（前秦）においていずれも名将であった。天下は未だ定まっておらず、我はいずれそれを彼らに任せようとしていたのに、どうして誅害してしまったのか!」と怒りを露わにしたという。
誠実で素直な性格であり、その行動は理に適っていた。身長は六尺に満たず、容貌はひどく醜悪だったという。

## 関連事項
- 前秦
- 後秦
- 苻堅
- 姚萇
- 姚興
- 五胡十六国時代の人物一覧